# Lectrr
Steven Degryse dit Lectrr, né le 27 mai 1979 à Rumbeke (province de Flandre-Occidentale), est un dessinateur de presse, scénariste et bédéiste belge néerlandophone.

## Biographie

### Jeunesse
Steven Degryse naît le 27 mai 1979 à Rumbeke,,.

### Dessinateur de presse
Lectrr dont les dessins hilarants à l'humour absurde sont présents dans les magazines de toute l'Europe. Il publie ses dessins Hara Kiwi dans Maxim, Veronica Magazine, Mo*, Algemeen Dagblad, Stripgids et bien d'autres. Il publie également dans divers magazines liés à la bande dessinée comme Myx, Ink ou Zone 5300. Sa bande dessinée Lars est publiée dans Algemeen Dagblad et est collectée dans l'album Lars Attacks !. Il est le dessinateur régulier du quotidien belge De Standaard depuis le début 2011. La même année, il est nommé artiste en résidence de la ville de Turnhout pour une période de deux ans.
Ses dessins sont traduits en français (Le Monde, Spirou), afrikaans, allemand, anglais, norvégien, suédois et turc.
Le 4 février 2020, l'Association des entreprises chinoises de Belgique et du Luxembourg a déposé une plainte officielle contre Lectrr pour avoir réalisé un dessin ridiculisant la Chine et la pandémie de Covid-19, publié un mois plus tôt dans De Standaard. Le dessin représente le drapeau chinois avec ses étoiles jaunes remplacées par les signaux jaunes de danger. Un porte-parole de l'ambassade de Chine a déclaré que le dessin était « offensant et insultait leur pays ». Ils ont demandé à Lectrr et Karel Verhoeven, rédacteur en chef du journal, de s'excuser, ce que tous deux ont refusé, invoquant leur liberté d'expression. Ce dernier a précisé que le dessin n'a « aucun sentiment négatif ». Il est publié pour les lecteurs flamands qui comprendront facilement le message derrière le dessin : que le coronavirus est une affaire d'état en Chine. Un jour plus tard, Lectrr a réalisé un nouveau cartoon qui se moquait de la controverse. Il décrit les « deux politiques du gouvernement chinois concernant le virus corona ». La première case montre un homme portant un masque buccal. Dans la deuxième, « La politique chinoise concernant les caricatures sur le coronavirus », la bouche du même homme est fermée par un bâillon.
Il est aussi membre de l’association Cartooning for Peace. En 2018, il est le gagnant du concours international de dessin pour la liberté de la presse au Canada,. Il est également membre du collectif et du site web The Cartoonist, réunissant des dessinateurs belges de presse, créé par Marec, où ils mettent leurs travaux à la disposition du public. En 2024, son dessin de presse sur la mort de l'opposant russe Alexeï Navalny lui vaut d'emporter le European cartoon award, décerné à La Haye.

### Acteur et scénariste de télévision
En télévision, il est acteur dans le rôle du banquier de la série télévisée Het goddelijke monster de 2011 et il est aussi le scénariste de la mini-série télévisée Trizombie 21 (Yummy, 6 épisodes, 2023), sa première œuvre de fiction.

### Bédéiste
Depuis ses débuts en 2002, Lectrr aborde également la bande dessinée. Il réalise ainsi généralement de courts récits pour les clients les plus divers, mais il écrit également des scénarios pour d’autres dessinateurs parmi lesquels Charel Cambré et Steven Dupré ou des œuvres plus longues.
De 2016 à 2017, Lectrr fait partie de The Wolfpack, une équipe créative de Standaard Uitgeverij chargée de proposer de nouvelles idées de séries dérivées pour les créations classiques de Willy Vandersteen, à la suite du succès de Amoras dessinée par Charel Cambré. Les autres membres de ce collectif sont le réalisateur Vincent Bal, le conteur Johan De Smedt, le coloriste Tom Metdepenningen et les auteurs Stedho, Bruno De Roover, Romano Molenaar, Gerben Valkema et Aimée de Jongh. Finalement, le seul projet né des remue-méninges de Wolfpack est Red Rider (2017), un concept de De Smedt et Lectrr. Il est approché pour devenir le scénariste de cette série, qui réinvente la bande dessinée de chevalerie classique en une bande dessinée d'action contemporaine, comparable à un titre de super-héros américain. Le Chevalier rouge de Lectrr et Stedho n'a rien à voir avec le Moyen Âge. La bande dessinée se déroule dans les temps modernes et transforme Johan le chevalier rouge en un motard nommé Red. Red est un vétéran de la guerre d'Irak et traverse le Midwest américain sur sa moto pour noyer son passé. Cette série (3 tomes) vaut à leurs auteurs le prix Fnac 2018 de la meilleure bande dessinée de l'année.
En outre, il participe à l'album collectif Revoilà Popeye publié aux éditions Onapratut en 2012. Il est l'un des nombreux dessinateurs belges à réaliser des cartoons et des bandes dessinées pour le livre de Gilles Dal België, et cetera (Van Halewyck, 2016), un regard amusant sur l'histoire de la Belgique. À l'occasion du 60e anniversaire de Gaston Lagaffe, il rend également hommage au personnage d'André Franquin dans l'album collectif Gefeliciflaterd ! publié aux éditions Dupuis en 2017. En 2020, il rejoint 75 auteurs de bande dessinée néerlandais et flamands pour apporter une contribution graphique à l'ouvrage collectif et gratuit Striphelden versus Corona [« Les Héros de BD contre le corona »] (Oogachtend, Uitgeverij L, 2020). Le livre est destiné à soutenir les librairies de bandes dessinées qui ont dû fermer leurs portes pendant deux mois pendant le confinement au plus fort de la pandémie de Covid-19.
L'auteur n'a pas d'albums personnels traduits en français en 2023.

### Vie privée
Lectrr vit à Gand.

## Œuvres

### Séries télévisées
- Trizombie 21[9], 6 épisodes, VTM, 2023.

### Collectifs
Liste des œuvres en français
- Revoilà Popeye : hommage à l'œuvre et aux personnages d'Elzie Crisler Segar[15], Onapratut, Noisy-le-Grand, 28 juin 2012
Scénario : collectif - Dessin : collectif dont Lectrr - Couleurs : quadrichromie -  (ISBN 9782953732849),Préface de Thierry Groensteen. Format à l'italienne.

## Prix et récompenses
- 2018 : 
  -  prix Fnac de la meilleure bande dessinée de l'année pour Red Rider partagé avec Steven Dhondt[11],[1] ;
  -  gagnant du concours international de dessin pour la liberté de la presse, Canada[1],[6] ;
- 2024 :  European cartoon award[16],[7] ;
- 2025 : Grand Prix Press Cartoon Belgium à Knokke-Heist pour un cartoon sur la mort d'Alexeï Navalny, ex-aequo avec Gal[17].